# Roj TV
Roj TV était une ancienne chaîne de télévision kurde basée au Danemark, diffusant des programmes en kurmandji, sorani, zazaki, turc, araméen et arabe. 

## Création
Créée en 1994, elle s'appelait à l'origine Med TV. Elle a produit plusieurs documentaires culturels, politiques et historique. Son émission « la cinémathèque kurde » permet de visionner des films issus des quatre parties du Kurdistan ou de sa diaspora.  
Elle est regardée par tous les kurdes et est réputée proche du Parti des travailleurs du Kurdistan (PKK). La chaîne diffuse des programmes d'actualités, culturels, sportifs, documentaires, jeunesse, musicaux, etc. Ces émissions visent toutes les catégories socioprofessionnelles,. 

## Diffusion
Roj TV était diffusée depuis le 26 janvier 2012 par Intelsat.
Cette chaîne de télévision est visible depuis le satellite Eurobird :
- Eurobird 9
- Fréquence 11.843
- SymbolRate (SR) 27.500
- FEC 3/4
- Polarisation : verticale

Mais aussi depuis le satellite Nilesat (ATLANTIC BIRD 4) :
- Fréquence 11355
- SymbolRate (SR) 27.500
- FEC 3/4
- Polarisation : verticale

## Condamnation
En janvier 2012, la chaîne est reconnue coupable de “soutien à une organisation terroriste” pour ses liens avec le PKK , organisation jugée terroriste par l'Union Européenne. Parti des travailleurs du Kurdistan. Les deux sociétés diffuseur de la chaine ont été condamnées à une pénalité journalière de 8 741 euros pendant 40 jours.
Le 24 mai 2018, le Danemark annule la licence de diffusion de la chaîne en raison de sa propagande en faveur de l’organisation du PKK. Cette décision est approuvée par la CEDH.